# Sarah Parcak
Sarah Helen Parcak (1979, Bangor) é uma arqueóloga estadounidense, egiptóloga e especialista em sensoriamento remoto que tem utilizado imagens de satélite para identificar possíveis sítios arqueológicos no Egito, em Roma e em outros locais do antigo Império Romano.  Ela é professora associada de antropologia e diretora do Laboratório de Observação Global da Universidade do Alabama em Birmingham.  Sarah foi vencedora do Prêmio TED 2016, é a fundadora do GlobalXplorer. Em parceria com o marido, Greg Mumford, ela dirige projetos de pesquisa e escavação em Faium, Sinai e no Delta do Leste do Egito.

## Educação
Parcak nasceu em Bangor, Maine (EUA), e recebeu seu bacharelado em Egiptologia e Estudos Arqueológicos da Universidade de Yale em 2001, e seu Ph.D. da Universidade de Cambridge.  Ela é professora associada de antropologia na Universidade do Alabama em Birmingham (UAB); Antes disso, ela foi professora de arte e história egípcia na Universidade de Gales, em Swansea .

## Carreira
De 2003 a 2004, Parcak usou uma combinação de análise de imagens de satélite e levantamentos de superfície para procurar 132 locais de potencial  interesse arqueológico, alguns datando de 3000 a.C.
Em parceria com o marido, Dr. Greg Mumford, ela dirige Projetos de Pesquisa e Escavação em Faium, Sinai e no Delta do Leste do Egito. Eles usaram vários tipos de imagens de satélite para procurar fontes de água e possíveis sítios arqueológicos.  Segundo Parcak, essa abordagem reduz o tempo e o custo para determinar os sítios arqueológicos em comparação com a detecção de superfície.
Em 2007, ela fundou o Laboratório de Observação Global na Universidade do Alabama em Birmingham.
Em 2009, a suas imagens de satélite eram evidência de como os saques haviam aumentado no Egito.
Em 2015, ela ganhou o prêmio TED de US$ 1 milhão para 2016.
Em 2016, ela recebeu o prêmio American Ingenuity Award da revista Smithsonian na categoria History.

## Documentários
Em maio de 2011, a BBC exibiu um documentário, Cidades Perdidas do Egito, descrevendo uma pesquisa patrocinada pela BBC realizada pela equipe da Parcak UAB por mais de um ano usando imagens infravermelhas de satélites comerciais e da NASA .  O programa discutiu a pesquisa e mostrou Parcak no Egito em busca de evidências físicas. A equipe da UAB anunciou que havia "descoberto" 17 pirâmides, mais de 1.000 túmulos e 3.000 assentamentos antigos fora de Saís, no Egito.  No entanto, o ministro de Estado de Antiguidades, Zahi Hawass , criticou o anúncio e disse que: "Esta é uma informação completamente errada. Qualquer arqueólogo negará isso completamente ".
Em maio de 2012, ela foi tema de um programa de meia hora na The Next List, da CNN , que traz perfis de inovadores "que estão definindo tendências e avançando em vários campos".
Ela foi o foco de "Rome's Lost Empire", um documentário de TV de Dan Snow , exibido pela primeira vez na BBC One em 9 de dezembro de 2012.  Ela identificou prospectivamente vários locais significativos na Romênia, Nabataea, Tunísia e Itália, incluindo a arena em Portus, o farol e um canal para Roma ao lado do rio Tibre.
Uma co-produção da BBC com a PBS, NOVA/WGBH Boston e France Television, Vikings Unearthed (primeira transmissão em 4 de abril de 2016) documentou seu uso de imagens de satélite para detectar possíveis restos de uma presença nórdica / viking em Point Rosee, Newfoundland.  Em 2015, Parcak encontrou o que ela pensava ser os restos de uma parede de relva e minério de ferro assoreado, no entanto, a escavação de 2016 mostrou que o "muro da grama" e acumulação de minério de ferro foram os resultados dos processos naturais.

## Publicações
Em 2009, seu livro Satellite Remote Sensing for Archaeology foi publicado pela Routledge, descrevendo a metodologia da arqueologia satélite.  Uma crítica na Antiquity descreveu-a como focada "mais em metodologia técnica do que em interpretação e análise", descreveu o trabalho de Parcak como "escrito em um estilo animado que torna um assunto altamente técnico acessível a uma audiência geral" e concluiu que era "um boa introdução para alunos de graduação de arqueologia, antropologia e geografia ".